# 舒厚德
舒厚德（1885年—1949年），中华民国军事人物，陆军少将，中国最早赴日本学习军事的留学生之一。字石父，以字行，世称“舒石父”。

## 生平
大清光绪七年（1885年）生于浙江宁波府慈溪县，清末翻译家舒高第之子，教育家舒厚仁之四弟。演员舒適之父。
1896年，入上海廣方言館，学习英文。1898年11月，因身材高大虚报年龄作16岁，与吴锡永、陈其采（陈其美之弟）、许葆英共4人，为浙江巡抚刘树棠所派选，官费赴日留学，是清朝最早官派日本留学的中国留学生。抵日本后，入读成城学校，又入日本陆军士官学校中华队第一期步兵科。再入日本近卫步兵第四联队，为见习士官。1902年3月，毕业于日本士官学校。
回国后辛亥革命即爆发。1911年，任沪军第一师第二旅旅长，后沪军改番号作第二十三师，任第一旅旅长。1912年11月1日，晋中华民国陆军少将，年仅26岁，并任中华民国总统府军事咨议、军事顾问官。入北平陆军大学（今为国防大学），任中将教官。后因对军阀打内战极度反感，辞军涉入银行业，历任中国银行（当时中国中央银行）西安、太原、厦门等处分行经理。1928年，任南京市民银行副行长。1928年11月8日，任国民政府参军处参军。1929年1月，兼任孙逸仙奉安委员会总务组副主任。1929年3月11日，兼任第二编遣区办事处委员。1929年7月18日，兼任南京国民政府参军处总务局局长。1931年12月15日，调任江苏省政府委员兼财政厅长。1933年10月3日，免江苏任职。1940年，任中华民国中央银行福州分行总经理。二战后于1945年11月，复任中央银行福州分行总经理，1949年病逝于上海。
痴迷京剧，在北平时是著名京剧票友，并与梅兰芳为至交。其子舒適即其在北平任职时生于北平。其京剧爱好延续终身，并深刻影响其子舒適。